# Upeneus luzonius
Upeneus luzonius là một loài cá biển thuộc chi Upeneus trong họ Cá phèn. Loài này được mô tả lần đầu tiên vào năm 1907.

## Từ nguyên
Tính từ định danh luzonius được đặt theo tên gọi của đảo Luzon, nơi đã thu thập mẫu định danh của loài cá này (hậu tố ius được dùng để chuyển đổi danh từ thành tính từ trong tiếng Latinh).

## Phân bố
P. luzonius được ghi nhận tại Philippines, Indonesia và phía tây bắc Úc.

## Mô tả
Chiều dài lớn nhất được ghi nhận ở P. luzonius là 20 cm. Cá có màu xám bạc, vảy màu đỏ. Đường bên màu đỏ đứt đoạn thành các đốm. Vạch đỏ tươi ngay dưới mắt. Râu cá màu vàng.

## Sinh thái
P. luzonius bơi theo đàn, có thể lẫn vào đàn của các loài khác.